# دایسوگی

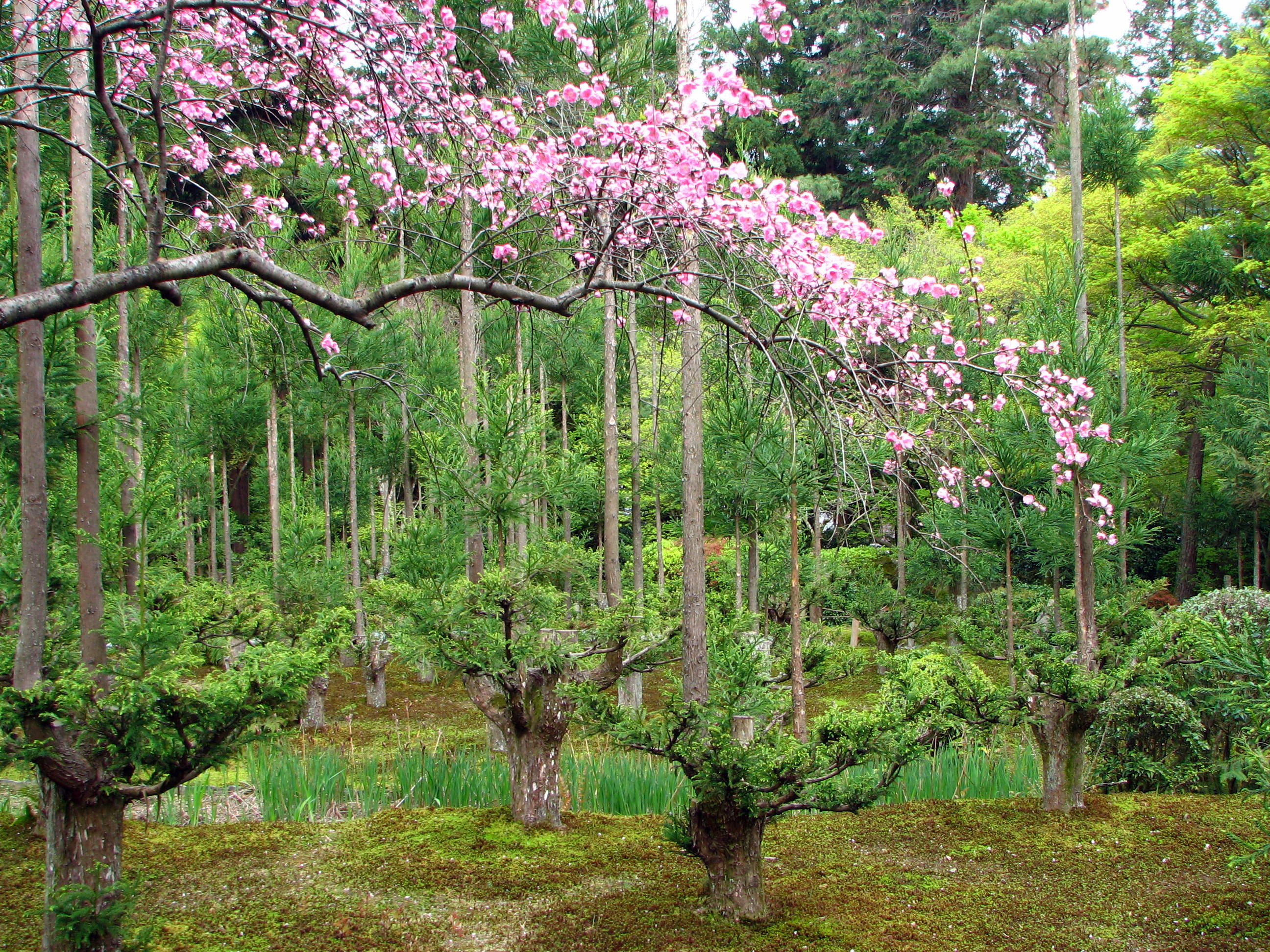
درخت دایسوگی

دایسوگی (台杉) یک تکنیک ژاپنی شبیه به کپی کردن است که روی درختان کریپتومریا (سوگی) استفاده می‌شود. ترجمه تحت اللفظی این اصطلاح «سکوی سدر» است.
ساقه‌های پایه درخت را طوری هرس می‌کنند تا تنه صاف بماند. اعتقاد بر این است که تولید الوارهای چوبی به روش دایسوگی در دوره موروماچی آغاز شد. در آن زمان، مراسم چای تا حدودی محبوب شد زیرا از الوارهای دایسوگی در ساخت اتاق چای، به عنوان مثال برای طاقچه تماشاگه استفاده می‌شد. منطقه کیتایاما در کیوتو به دلیل جنگلداری دایسوگی معروف شد.
این تکنیک منجر به برداشت الوارهای مستقیم بدون نیاز به قطع کل درخت می‌شود. اگرچه دایسوگی در اصل یک تکنیک مدیریت جنگل است، اما راه خود را به باغ های ژاپنی نیز پیدا کرده است.